# Erzbistum Visakhapatnam
Das Erzbistum Visakhapatnam (lateinisch Archidioecesis Visakhapatnamensis) ist eine Erzdiözese der römisch-katholischen Kirche in Indien mit Sitz in Visakhapatnam.
Das Territorium umfasst die Distrikte East Godavari und Visakhapatnam sowie Teile des Distrikts Vizianagaram im Bundesstaat Andhra Pradesh.

## Geschichte
Das Apostolische Pro-Vikariat Vizagapatnam wurde 1845 aus Gebietsabtretungen des Apostolischen Vikariates Madras errichtet. Es wurde am 3. April 1850 durch Papst Pius IX. als Apostolisches Vikariat Vizagapatam erhoben.
Am 1. September 1886 wurde das Apostolische Vikariat Vizagapatam durch Papst Leo XIII. mit Apostolischen Konstitution Humanae salutis zum Bistum erhoben und dem Erzbistum Madras als Suffraganbistum unterstellt. Das Bistum Vizagapatam gab am 11. Juli 1887 Teile seines Territoriums zur Gründung des Bistums Nagpur ab. Eine weitere Gebietsabtretung erfolgte am 18. Juli 1928 zur Gründung der Mission sui juris Cuttack. Am 21. Oktober 1950 wurde das Bistum Vizagapatam in Bistum Visakhapatnam umbenannt. Das Bistum Visakhapatnam gab am 1. Juli 1993 Teile seines Territoriums zur Gründung des Bistums Srikakulam ab. Am 16. Oktober 2001 wurde das Bistum Visakhapatnam durch Papst Johannes Paul II. zum Erzbistum erhoben.

## Kirchenprovinz
| Diözese                      | Katholiken | Einw., ges. |
| ---------------------------- | ---------- | ----------- |
| Erzbistum Visakhapatnam      | 00247.231  | 012.640.684 |
| Bistum Eluru                 | 00295.478  | 008.070.000 |
| Bistum Guntur                | 00218.900  | 006.066.380 |
| Bistum Nellore               | 00080.876  | 006.906.000 |
| Bistum Srikakulam            | 00059.670  | 003.001.980 |
| Bistum Vijayawada            | 00253.704  | 005.142.614 |
| Kirchenprovinz Visakhapatnam | 01.155.859 | 046.970.652 |

## Ordinarien

### Apostolische Pro-Vikare von Vizagapatam
- Jacques Henri Gailhot, 1845–1847
- Sébastin-Théophille Neyret MSFS, 1848–1850

### Apostolische Vikare von Vizagapatam
- Sébastin-Théophille Neyret MSFS, 1850–1862
- Jean-Marie Tissot MSFS, 1863–1886

### Bischöfe von Vizagapatam
- Jean-Marie Tissot MSFS, 1886–1890
- Jean-Marie Clerc MSFS, 1891–1926
- Pierre Rossillon MSFS, 1926–1947
- Joseph-Alphonse Baud MSFS, 1947–1950

### Bischöfe von Visakhapatnam
- Joseph-Alphonse Baud MSFS, 1950–1966
- Ignatius Gopu MSFS, 1966–1981
- Mariadas Kagithapu MSFS, 1982–2001

### Erzbischöfe von Visakhapatnam
- Mariadas Kagithapu MSFS, 2001–2012
- Prakash Mallavarapu, 2012–2024
- Udumala Bala Showreddy, seit 2025